# Manolo Torres
Pour les articles homonymes, voir Manuel Torres.
Manuel Torres, dit Manolo, est un sculpteur espagnol né à Malaga en 1938 et décédé à Genève le 19 janvier 2018.
Ses œuvres, réalisées en fer et en acier inoxydable, sont souvent monumentales, plutôt abstraites tout en conservant un contenu symbolique. Elles sont nombreuses dans l’espace public. Toute sa carrière s'est déroulée dans le canton de Genève.

## Biographie

### Famille
Manolo Torres naît à Malaga dans une famille de pêcheurs et d’ouvriers. À Genève, il épouse Maria Guerrero avant 1970. 

### Forgeron-chaudronnier
Manuel Torres choisit le métier de chaudronnier car il a été impressionné par le travail des forgerons gitans. Il étudie à l’École professionnelle de Malaga.
Il quitte l’Espagne en 1960 pour trouver un emploi à Genève. Il est engagé comme ouvrier métallurgiste aux Ateliers des Charmilles (de). Son travail consiste à construire des prototypes de machines.

### Artiste sculpteur
Manuel Torres fabrique ses premières sculptures en fer en autodidacte, alors qu’il travaille aux Charmilles. Il s’y est aménagé un atelier « clandestin » où il soude diverses pièces mécaniques (clous, tiges de fer, plaques). Il offre ses œuvres à sa future femme, Maria Guerrero.
Déjà en 1964, et surtout depuis les années 1970, il participe à des expositions individuelles ou collectives, principalement en Suisse, aussi en Espagne, en France et en Autriche. Dès 1965, il se lie au milieu artistique genevois par l’entremise du sculpteur Henri Presset. 
Après avoir reçu en 1971 une importante commande de la Fédération suisse des travailleurs de la métallurgie et de l'horlogerie (FTMH, devenu Unia), Manuel Torres quitte son travail aux Charmilles et se consacre désormais uniquement à la sculpture. Il installe son atelier à Eaumorte (commune d’Avully). Il participe à des jurys artistiques et enseigne de temps en temps lors de séminaires en Suisse romande.
Dès les années 1980, il obtient des commandes d’œuvres monumentales pour des espaces publics à Genève surtout, mais aussi par exemple à Bienne, Delémont, Schaffhouse et Madrid.

## Personnalité
En 1978, Manolo Torrès s’exprime sur son parcours d’immigré : « Au début, c’est l’euphorie de gagner un salaire impensable en Espagne et de pouvoir dépenser sans trop compter. Mais peu à peu vient la prise de conscience de la relation qui existe entre les deux pays : si la Suisse vit dans l’abondance matérielle, c'est peut-être justement grâce à la pauvreté d'autres pays… ». D’après le journaliste Michel Mohr, les sculptures de Torres « sont un peu une sublimation de son travail en usine ».
Lors de son décès, Samuel Schellenberg dit de Manolo Torrès qu’il était une « personnalité espiègle et attachante ».

## Œuvres

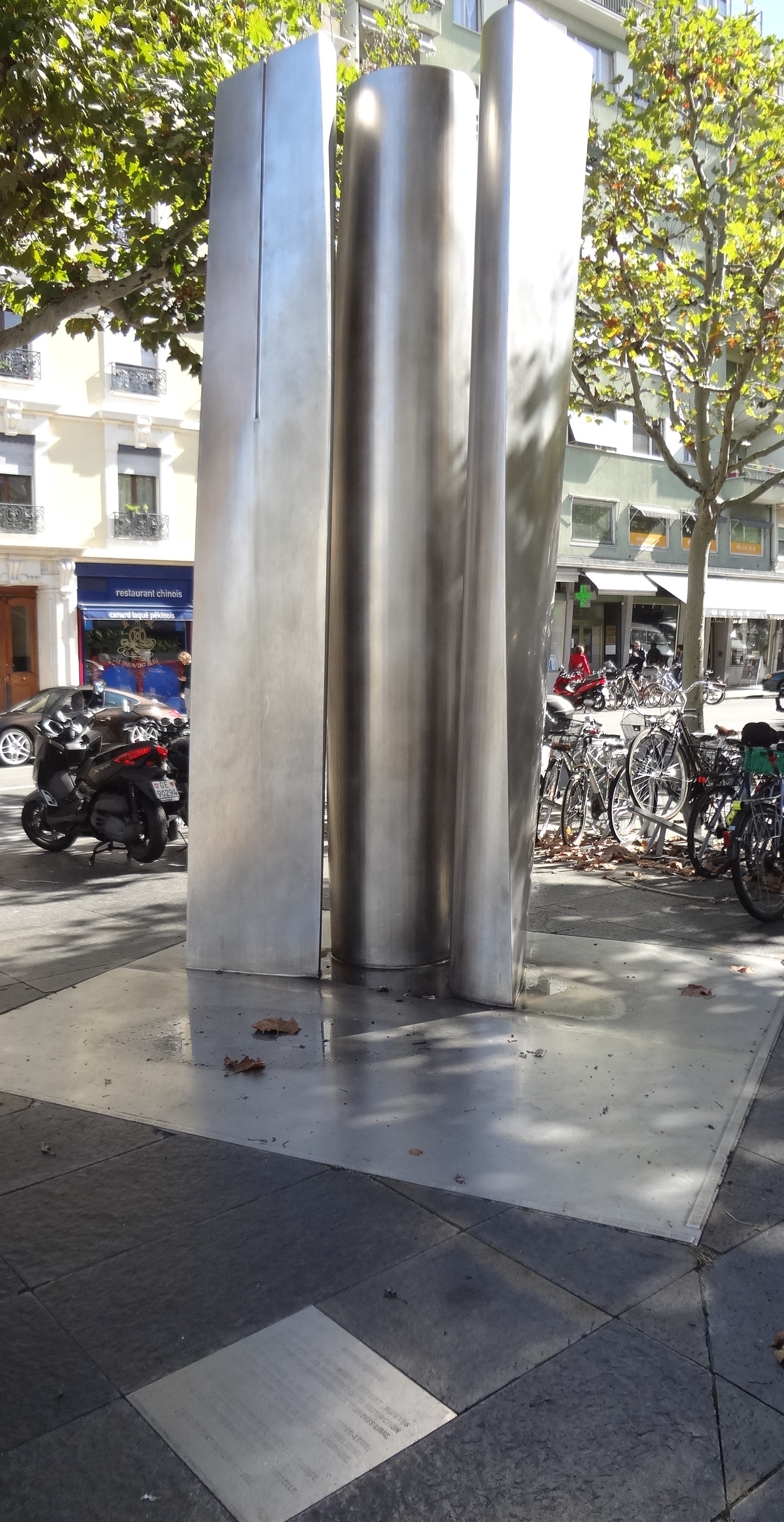
Hommage aux brigadistes, 2000.

Sélection de quelques œuvres marquantes.
En 1980, il remporte le concours lancé par le canton de Genève à l’occasion de l’indépendance du canton du Jura. L’œuvre intitulée Acero est inaugurée à Delémont en 1981. 
En 1990, il crée la fontaine Miroir lunaire pour le collège de Staël à Carouge, concours organisé par le Fonds cantonal de décoration et d'art visuel.
En 2000, il réalise un monument pour la Ville de Genève, en hommage aux brigadistes « combattantes et combattants suisses qui se sont battus pour la défense de la liberté et de la démocratie en Espagne (1936-1938) ». Une plaque au pied du monument porte une citation de Dolores Ibárruri. Le monument se trouve à l’extrémité de l’avenue Dancet dans le quartier de Plainpalais à Genève. Ce monument résulte d’une décision du Conseil municipal adoptée en 1996, année du 60e anniversaire.
En 2003, Manuel Torres remporte le premier prix du concours lancé par le Sénat espagnol à l’occasion du 25e anniversaire de la constitution espagnole de 1978. Il réalise alors pour chaque parlement de province et pour le Sénat 19 exemplaires en bronze de l’œuvre Fuente de los Sueños (Fontaine des rêves),.